# Tithon
A tithon a késő jura kor három korszaka közül az utolsó, amely 152,1 ± 0,9 millió évvel ezelőtt kezdődött a kimmeridge-i korszak után, és ~145,0 mya évvel ezelőtt ért véget a kréta időszak kora kréta korának berriasi kora előtt.
A tithon elnevezést Albert Oppel német paleontológus vezette be a szakirodalomba 1865-ben. A név a görög mitológiából ismert Tithónoszra, a trójai Laomedón fiára utal. Tithónosz beleszeretett a hajnal görög istennőjébe, Éószba, akire a tithon név is utal, ugyanis ez a korszak a kréta hajnalánál található.

## Határai
A Nemzetközi Rétegtani Bizottság meghatározása szerint a tithon alapja a Hybonoticeras hybonotum ammonitesz-biozónánál található. 2009-ig nem készült az alaphoz tartozó globális referencia-profil. A tithon emelet teteje a Berriasella jacobi ammoniteszfaj megjelenésével kezdődik.

### Tagolása
A tithont gyakran kora (alsó), középső és késő (felső) alkorszakokra (illetve emeletekre) osztják fel. A késő tithon megegyezik a brit sztratigráfusok által használt portlandi korszakkal. A Tethys-óceán területén a tithon hét ammonitesz biozónára oszlik fel, melyek fentről lefelé haladva az alábbiak:
- Durangites zóna
- Micracanthoceras micranthum zóna
- Micracanthoceras ponti vagy Burckardticeras peroni zóna
- Semiformiceras fallauxi zóna
- Semiformiceras semiforme zóna
- Semiformiceras darwini zóna
- Hybonoticeras hybonotum zóna

## Litofáciesz
A Tethys-térségben a tithonhoz egy meszes, üledékes fácies tartozik, jellegzetes lábasfejű faunával. A fosszíliáiról (például az Archaeopteryxről) ismert dél-németországi Solnhofen-mészkő szintén a tithon korszak idején keletkezett.

## Őslénytan

### Ankylosaurusok
| A tithon korszak ankylosaurusai | A tithon korszak ankylosaurusai | A tithon korszak ankylosaurusai  | A tithon korszak ankylosaurusai | A tithon korszak ankylosaurusai |
| Taxon                           | Korszak                         | Lelőhely                         | Leírás | Kép                             |
| ------------------------------- | ------------------------------- | -------------------------------- | --- | ------------------------------- |
| - Gargoyleosaurus               | kimmeridgei–tithon              | Morrison-formáció, Wyoming, USA  | A legkisebb és legkorábbi jól ismert ankylosaurus. Típuspéldányának koponyája mindössze 29 centimétert ért el, teljes testhosszát pedig 3–4 méterre becsülték. |                                 |
| - Mymoorapelta                  | kimmeridgei–tithon              | Morrison-formáció, Colorado, USA | Egy alig ismert korai ankylosaurus. |                                 |

### Ceratopsiák
| A tithon korszak ceratopsiái | A tithon korszak ceratopsiái       | A tithon korszak ceratopsiái | A tithon korszak ceratopsiái                                            | A tithon korszak ceratopsiái |
| Taxon                        | Korszak                            | Lelőhely                     | Leírás                                                                  | Kép                          |
| ---------------------------- | ---------------------------------- | ---------------------------- | ----------------------------------------------------------------------- | ---------------------------- |
| - Chaoyangsaurus             | ?tithon (középső jura / késő jura) | Liaoning, Kína               | Az egyik legkorábbi ismert ceratopsia.                                  |                              |
| - Xuanhuaceratops            | ?tithon (késő jura)                | Hopej, Kína                  | A Chaoyangsauridae család tagja. Az egyik legkorábbi ismert ceratopsia. |                              |

### Emlősök
| A tithon korszak emlősei | A tithon korszak emlősei | A tithon korszak emlősei      | A tithon korszak emlősei                                   | A tithon korszak emlősei |
| Taxon                    | Korszak                  | Lelőhely                      | Leírás                                                     | Kép                      |
| ------------------------ | ------------------------ | ----------------------------- | ---------------------------------------------------------- | ------------------------ |
| - Pinheirodon            | tithon                   | Lourinhã-formáció, Portugália | Multituberculata emlős, amely csak a fogai alapján ismert. |                          |

### Felemásgyíkok
| A tithon korszak felemásgyíkjai | A tithon korszak felemásgyíkjai | A tithon korszak felemásgyíkjai | A tithon korszak felemásgyíkjai | A tithon korszak felemásgyíkjai |
| Taxon                           | Korszak                         | Lelőhely                        | Leírás | Kép                             |
| ------------------------------- | ------------------------------- | ------------------------------- | --- | ------------------------------- |
| - Pleurosaurus                  | tithon (késő jura–kora kréta)   | Solnhofen, Németország          | A kevés ismert, vízi életmódhoz alkalmazkodott felemásgyík egyike. Körülbelül 60 centiméter hosszú volt. Kígyószerű, áramvonalas teste és hosszú, erős farka alapján gyors úszó lehetett. |                                 |

### Halgyíkok
| A tithon korszak halgyíkjai | A tithon korszak halgyíkjai | A tithon korszak halgyíkjai | A tithon korszak halgyíkjai                                                   | A tithon korszak halgyíkjai |
| Taxon                       | Korszak                     | Lelőhely                    | Leírás                                                                        | Kép                         |
| --------------------------- | --------------------------- | --------------------------- | ----------------------------------------------------------------------------- | --------------------------- |
| - Aegirosaurus              | tithon                      | Solnhofen, Németország      | Az Ophthalmosauridae család tagjaként az Ophthalmosaurus legközelebbi rokona. |                             |
| - Nannopterygius            | kimmeridgei–tithon          | Anglia, Németország         | Egy opthalmosaurida halgyík.                                                  |                             |

### Heterodontosauridák
| A tithon korszak heterodontosauridái | A tithon korszak heterodontosauridái | A tithon korszak heterodontosauridái | A tithon korszak heterodontosauridái | A tithon korszak heterodontosauridái |
| Taxon                                | Korszak                              | Lelőhely                             | Leírás | Kép                                  |
| ------------------------------------ | ------------------------------------ | ------------------------------------ | --- | ------------------------------------ |
| - Fruitadens                         | tithon                               | Morrison-formáció, Colorado, USA     | A legkisebb ismert madármedencéjű dinoszaurusz, melynek majdnem felnőtt példányai körülbelül 65–70 centiméter hosszúak és mintegy 0,5–0,75 kilogramm tömegűek lehettek. Mindenevőként és a heterodontosauridák egyik legkésőbbi túlélőjeként tartják számon. |                                      |

### Madarak
| A tithon korszak madarai | A tithon korszak madarai | A tithon korszak madarai | A tithon korszak madarai | A tithon korszak madarai |
| Taxon                    | Korszak                  | Lelőhely                 | Leírás | Kép                      |
| ------------------------ | ------------------------ | ------------------------ | --- | ------------------------ |
| - Archaeopteryx          | tithon                   | Solnhofen, Németország   | A legkorábbi és legkezdetlegesebb ismert madár. 50 centiméter hosszú, fejlett repülőtollakkal rendelkező, egyes tulajdonságaiban még a dinoszauruszokra emlékeztető, de azoknál jóval nagyobb agyméretű állat volt, amely képessé vált a vitorlázórepülésre. |                          |

### Ornithopodák
| A tithon korszak ornithopodái                  | A tithon korszak ornithopodái | A tithon korszak ornithopodái                                                      | A tithon korszak ornithopodái | A tithon korszak ornithopodái |
| Taxon                                          | Korszak                       | Lelőhely                                                                           | Leírás | Kép                           |
| ---------------------------------------------- | ----------------------------- | ---------------------------------------------------------------------------------- | --- | ----------------------------- |
| - Camptosaurus 1. C. dispar 2. C. aphanoecetes | kimmeridgei–tithon            | 1. Colorado, Wyoming, USA 2. Utah, USA                                             | A Camptosaurus hosszúsága meghaladta a 7,9 métert, a csípőmagassága pedig elérte a 2 métert. Nehéz testfelépítésű, négy lábon járó állat volt, amely a hátsó lábaira felágaskodva két lábon is tudott járni. Ez a nem valószínűleg közeli rokonságban állt a későbbi iguanodontia és hadrosaurida dinoszauruszok ősével. A csőrével valószínűleg cikászokat fogyasztott. |                               |
| - Draconyx                                     | tithon                        | Lourinhã-formáció, Portugália                                                      | Egy hiányos fosszília alapján ismert camptosaurida iguanodontia. |                               |
| - Drinker                                      | késő kimmeridgei–tithon       | Morrison-formáció, Wyoming, USA                                                    | Aránylag kis méretű, körülbelül 2 méter hosszú és nagyjából 10 kilogramm tömegű (valószínűleg hypsilophodontida) növényevő, melyet Edward Drinker Cope után neveztek el. Bár az előkerült példányai jó állapotúak, nem készült róluk részletes leírás. |                               |
| - Dryosaurus 1. D. altus 2. D. lettowvorbecki  | kimmeridgei–tithon            | 1. Morrison-formáció, Colorado, Utah, Wyoming, USA 2. Tendaguru-formáció, Tanzánia | Egy iguanodontia, melynek csak fiatal, 2,4–4,3 méteres példányait fedezték fel, ezért a pontos mérete nem ismert. |                               |
| - Laosaurus                                    | oxfordi–tithon                | Morrison-formáció, Wyoming, USA                                                    | Egy kétséges névként számon tartott hypsilophodontida, melynek több faját más nemekhez sorolták át. |                               |
| - Othnielia                                    | oxfordi–tithon                | Morrison-formáció, Wyoming, Utah, Colorado, USA                                    | Egy alig ismert hypsilophodontida, amely az első leírását készítő Othniel Charles Marshról kapta a nevét. |                               |
| - Othnielosaurus                               | kimmeridgei–tithon            | Morrison-formáció, Wyoming, USA                                                    | 2 méter hosszú, körülbelül 10 kilogramm tömegű, gyors mozgású, két lábon járó ornithopoda. |                               |

### Plesiosaurusok
| A tithon korszak plesiosaurusai | A tithon korszak plesiosaurusai | A tithon korszak plesiosaurusai                 | A tithon korszak plesiosaurusai | A tithon korszak plesiosaurusai |
| Taxon                           | Korszak                         | Lelőhely                                        | Leírás | Kép                             |
| ------------------------------- | ------------------------------- | ----------------------------------------------- | --- | ------------------------------- |
| - Liopleurodon                  | callovi–tithon                  | Anglia, Franciaország, Németország, Oroszország | Nagyméretű tengeri hüllő, melynek feje az 1,5 méteres hosszúságot is elérte. Teljes testhossza vitatott, de ismertek 10–11 méteres példányai is. |                                 |
| - Simolestes S. indicus         | tithon                          | India                                           | Három faj alapján ismert pliosauroidea, melynek két másik faja Nyugat-Európából, a középső jura korból került elő.                               |                                 |

### Pteroszauruszok
| A tithon korszak pterosaurusai | A tithon korszak pterosaurusai | A tithon korszak pterosaurusai  | A tithon korszak pterosaurusai | A tithon korszak pterosaurusai |
| Taxon                          | Korszak                        | Lelőhely                        | Leírás | Kép                            |
| ------------------------------ | ------------------------------ | ------------------------------- | --- | ------------------------------ |
| - Anurognathus                 | ?tithon                        | Solnhofen, Németország          | Kisméretű, bazális rhamphorhynchoidea. |                                |
| - Cynorhamphus                 | tithon                         | Franciaország, Németország      | Egy 135 centiméteres szárnyfesztávolságú ctenochasmatoidea, melyről hosszú, fogakat kizárólag elöl tartalmazó csőre alapján azt feltételezik, hogy gerinctelen állatok után kutatott a sáros talajon. |                                |
| - Dermodactylus                | kimmeridgei–tithon             | Morrison-formáció, Wyoming, USA | Egyetlen kézcsonttöredék alapján vált ismertté. A becslések szerint 1 méter szárnyfesztávolságú és 3,3 kilogramm tömegű repülő húsevő lehetett.                                                       |                                |
| - Dendrorhynchoides            | tithon–hauterivi               | Liaoning, Kína                  | Hosszú farkú rhamphorhynchoidea, amely feltehetően falakó rovarevőként élt. |                                |
| - Germanodactylus              | tithon                         | Solnhofen, Németország          | 0,98–1,08 méter szárnyfesztávolságú dsungaripteroidea, melynek két faja is ismertté vált. Ez az első pterosaurusnem, melynél felfedezték, hogy a fejdísz egy része lágy szövetből állt.               |                                |
| - Pterodactylus                | tithon                         | Európa, Afrika                  | Aránylag kis méretű, 0,5–2,4 méter között változó szárnyfesztávolságú pterosaurus, amely a fején lágy szövetből álló fejdíszt viselt. Valószínűleg halakat és egyéb kisebb állatokat fogyasztott.     |                                |

### Stegosaurusok
| A tithon korszak stegosaurusai | A tithon korszak stegosaurusai | A tithon korszak stegosaurusai                  | A tithon korszak stegosaurusai | A tithon korszak stegosaurusai |
| Taxon                          | Korszak                        | Lelőhely                                        | Leírás | Kép                            |
| ------------------------------ | ------------------------------ | ----------------------------------------------- | --- | ------------------------------ |
| - Stegosaurus                  | kimmeridgei–kora tithon        | Morrison-formáció, Colorado, Utah, Wyoming, USA | Az átlagosan 9 méter hosszú és 4 méter magas, négy lábon járó Stegosaurus az ívelt hátán két sorban, függőlegesen álló rombusz alakú lemezei, valamint a farka végén vízszintesen elhelyezkedő két pár hosszú tüskéje miatt az egyik legkönnyebben felismerhető dinoszaurusz. |                                |
| - Hesperosaurus                | kimmeridgei–tithon             | Morrison-formáció, Wyoming, USA                 | A hátán egyedi lemezeket viselt, a farka végén négy tüske volt. Úgy tűnik jóval közelebb állt a Dacentrurushoz, mint a Stegosaurushoz. |                                |

### Sauropodák
| A tithon korszak sauropodái              | A tithon korszak sauropodái | A tithon korszak sauropodái                                | A tithon korszak sauropodái | A tithon korszak sauropodái |
| Taxon                                    | Korszak                     | Lelőhely                                                   | Leírás | Kép                         |
| ---------------------------------------- | --------------------------- | ---------------------------------------------------------- | --- | --------------------------- |
| - Amphicoelias ?Amphicoelias fragillimus | ?kimmeridgei–tithon         | Morrison-formáció, Colorado, USA                           | Csak töredékek alapján ismert óriás sauropoda. A második faja, melynek egyetlen fosszíliája a leírását követően elveszett, a 40–60 méteres hosszúságot és a 122 tonnás tömeget is elérhette.                                                                                        |                             |
| - Apatosaurus                            | ?kimmeridgei–tithon         | Bone Cabin-lelőhely, Nine Mile-lelőhely, Wyoming, USA      | 26 méter hosszú, 24-32 tonna tömegű diplodocida. Eredetileg Brontosaurus néven vált ismertté. |                             |
| - Brachiosaurus                          | kimmeridgei–?albai          | Morrison-formáció, Colorado, USA                           | A hátsóknál hosszabb mellső lábakkal rendelkező sauropoda. Az egyik legnagyobb valaha élt szárazföldi állat. Felnőtt példányainak hossza meghaladhatta a 25 métert, míg a tömegük elérhette a 23,3 tonnát.                                                                          |                             |
| - Brachytrachelopan                      | tithon                      | Argentína                                                  | A Dicraeosauridae család legrövidebb nyakú, mindössze 10 méter hosszú tagja, amely az 1–2 méter magasságban elérhető növényeket fogyaszthatta. |                             |
| - Camarasaurus                           | oxfordi–tithon              | Morrison-formáció, Colorado, Új-Mexikó, Utah, Wyoming, USA | A leggyakoribb észak-amerikai óriássauropoda, melynek több faja is ismertté vált. A becslések alapján a hossza 15–23 méter, a maximális tömege pedig 47 tonna lehetett. Sorokban talált tojásai arra utalnak, hogy a legtöbb sauropodához hasonlóan nem gondozta az utódait.        |                             |
| - Dicraeosaurus                          | kimmeridgei–tithon          | Tendaguru-formáció, Tanzánia                               | Szokatlanul rövid és vastag nyakkal, valamint nagy fejjel rendelkező diplodocida. |                             |
| - Diplodocus                             | kimmeridgei–tithon          | Morrison-formáció, Colorado, Montana, Utah, Wyoming, USA   | Észak-Amerika nyugati részének egyik gyakori, jellegzetesen hosszú nyakú és farkú sauropodája. 33,5 méteres hosszával éveken át a leghosszabb ismert dinoszaurusznak számított. |                             |
| - Dystrophaeus                           | kimmeridgei–tithon          | Morrison-formáció, Utah                                    | Egyetlen részleges csontváz alapján ismert diplodocida. |                             |
| - Haplocanthosaurus                      | kimmeridgei–tithon          | Morrison-formáció, Colorado, USA                           | A Morrison-formáció egyik legkisebb sauropodája volt. A teljes hossza csak a 14,8 métert érte el, míg a becslés alapján a tömege 12,8 tonna lehetett. |                             |
| - Mamenchisaurus                         | oxfordi–tithon              | Szecsuan, Kína                                             | Típuspéldánya 22 méter hosszú, a nyaka hossza pedig ennek mintegy felét teszi ki, ami kora leghosszabb nyakú állatává tette. |                             |
| - Tendaguria                             | tithon                      | Tanzánia                                                   | Körülbelül 20 méter hosszú, fejlett sauropoda, amely mindössze két hátcsigolya alapján ismert. Valamelyest hasonlított a Camarasaurusra, de a sauropoda alrendágon belüli elhelyezkedése tisztázatlan.                                                                              |                             |
| - Turiasaurus                            | tithon–berriasi             | Spanyolország                                              | 30 méteres hosszával és 40–48 tonnára becsült tömegével a legnagyobb ismert dinoszauruszok egyike, és a legnagyobb, amelyet Európában találtak. A filogenetikus elemzés szerint nem tartozik a Neosauropoda osztagba, ezért a számára létrehozott Turiasauria kládban helyezték el. |                             |

### Krokodilformák
| A tithon korszak krokodilformái                                                                                   | A tithon korszak krokodilformái                              | A tithon korszak krokodilformái                                                     | A tithon korszak krokodilformái | A tithon korszak krokodilformái |
| Taxon | Korszak                                                      | Lelőhely                                                                            | Leírás | Kép                             |
| --- | ------------------------------------------------------------ | ----------------------------------------------------------------------------------- | --- | ------------------------------- |
| - Cricosaurus | tithon–berriasi                                              | Anglia, Franciaország, Svájc, Németország, Argentína, Kuba, Mexikó                  | Három méter hosszú vagy annál rövidebb, áramvonalas testű thalattosuchia, amely uszonyban végződő farkával a mai krokodiloknál gyorsabban úszhatott. |                                 |
| - Dakosaurus 1. D. maximus 2. D. andiniensis                                                                      | 1. késő kimmeridgei–kora tithon 2. késő tithon–kora berriasi | 1. Anglia, Franciaország, Svájc, Németország 2. Argentína                           | Egy nagy metriorhynchidanem, amely más tengeri hüllőkkel táplálkozva a magasabb rendű ragadozók közé tartozott. 1. A Nyugat-Európából, a késő jura korból (a kora tithon alkorszakból) származó típusfaj. 2. A késő jura–kora kréta kori (kora tithon alkorszakbeli) Argentínából került elő (beceneve „Godzilla”). |                                 |
| - Geosaurus 1. G. giganteus 2. G. gracilis 3. G. suevicus: 4. G. saltillense: 5. G. vignaudi: 6. G. araucanensis: | oxfordi–berriasi                                             | 1. Nyugat-Európa 2. Nyugat-Európa 3. Nyugat-Európa 4. Mexikó 5. Mexikó 6. Argentína | Egy aránylag kisméretű metriorhynchidanem. Egyetlen 3 méternél hosszabb faja sem ismert. A tithon korszakból több Geosaurus faj is ismertté vált. 1. A típusfaj, amely Nyugat-Európából, a késő jura korból (a kora tithon alkorszakból) került elő. 2. Nyugat-Európából, a késő jura korból (a kora tithon alkorszakból) származik. Eredetileg a Rhacheosaurus nem típusfaja volt. 3. Nyugat-Európából, a késő jura korból (a kora tithon alkorszakból) származik. 4. Mexikóból, a késő jura korból (a kora tithon alkorszakból) származik. 5. Mexikóból, a késő jura korból (a tithon korszak közepéről) származik. 6. Argentínából a késő jura-kora kréta (kora tithon) idejéről származik. |                                 |
| - Goniopholis G. lucasii                                                                                          | tithon                                                       | Colorado, USA                                                                       | 2–4 méter hosszú, félig vízi életmódhoz alkalmazkodott, a modern krokodilokhoz hasonló állat, Lehetséges, hogy ez a faj az Amphicotylus nemhez tartozik. |                                 |
| - Machimosaurus                                                                                                   | kimmeridgei–valangini                                        | Ausztria, Anglia, Németország, Portugália, Svájc                                    | A teleosauridák utolsó képviselőjeként és a legnagyobb jura időszaki krokodilformájú állatként ismert. Feje 1,5 méter hosszú volt, a testhossza pedig meghaladta 9 métert. |                                 |
| - Metriorhynchus M. potens                                                                                        | tithon                                                       | Argentína                                                                           | Egy opportunista húsevő, amely halat, belemniteszt és más tengeri állatokat, valamint feltehetően dögöt is fogyasztott. A Metriorhynchus átlagos felnőttkori mérete elérte a 3 métert. |                                 |
| - Steneosaurus 1. S. jugleri 2. S. priscus                                                                        | kora tithon                                                  | 1. Németország, Svájc 2. Németország                                                | Számos faj alapján ismert krokodilforma, melynek maradványai többnyire Nyugat-Európából kerültek elő. A fajait a koponyájuk formája alapján két csoportra osztották fel. |                                 |

### Theropodák
| A tithon korszak theropodái                                      | A tithon korszak theropodái | A tithon korszak theropodái                | A tithon korszak theropodái | A tithon korszak theropodái |
| Taxon                                                            | Korszak                     | Lelőhely                                   | Leírás | Kép                         |
| ---------------------------------------------------------------- | --------------------------- | ------------------------------------------ | --- | --------------------------- |
| - Allosaurus 1. A. fragilis 2. A. europaeus 3. ?A. tendagurensis | kimmeridgei–tithon          | 1. Észak-Amerika 2. Portugália 3. Tanzánia | Az egyik legismertebb húsevő dinoszaurusz, melynek több faját is leírták. A Morrison-formáció csúcsragadozója lehetett. |                             |
| - Ceratosaurus                                                   | kimmeridgei–tithon          | USA, Portugália, Tanzánia                  | Átlagos, nagy fejjel, robusztus hátsó és apró mellső lábakkal rendelkező theropoda. Egyedi jellegzetességként az orrcsontján apró szarvakat viselt, melyek szerepe nem tisztázott. |                             |
| - Compsognathus                                                  | kora tithon                 | Németország, Franciaország                 | Pulykaméretű compsognathida. Az egyik legelső majdnem teljes csontváz alapján ismert, és az 1980-as és 1990-es évek között a legkisebbként számon tartott dinoszaurusznem. |                             |
| - Lourinhanosaurus                                               | kimmeridgei–tithon          | Lourinhã-formáció, Portugália              | 4,5 méter hosszú és 160 kilogrammra becsült tömegű húsevő. Ez az első theropoda, melynek maradványaival együtt gasztrolitokat fedeztek fel. A feltételezés szerint a kövek a példányhoz tartoztak, de nem egy növényevő elfogyasztásakor kerültek az állat gyomrába. Rokoni kapcsolatai bizonytalanok. Kezdetben allosauroideának, majd sinraptoridának tartották, de valószínűbb, hogy inkább egy kezdetleges tetanurán theropoda, egy spinosauroidea lehetett. |                             |
| - Nqwebasaurus                                                   | tithon–valangini            | Kirkwood-formáció, Dél-Afrika              | Gondwana legkorábbi ismert coelurosaurusa. Az Ornitholestes rokonságába tartozik. |                             |
| - Stokesosaurus Stokesosaurus clevelandi                         | kimmeridgei–tithon          | USA, Anglia                                | Korai tyrannosauroidea. |                             |
| - Szechuanosaurus                                                | oxfordi–tithon              | Ázsia                                      | Az Allosaurusra emlékeztető, de annál jóval kisebb, mindössze 8 méter hosszú és 100–150 kilogramm tömegű theropoda, melyet a sinraptoridák közé soroltak be. Lehetséges, hogy a második, majdnem teljes fosszíliája egy másik nemhez tartozik. |                             |
| - Tanycolagreus                                                  | oxfordi–tithon              | Morrison-formáció, Wyoming, USA            | Közepes méretű coelurida, melynek felnőttkori méretét nem sikerült meghatározni. Két ismert példánya közül a nagyobb 4 méter hosszú volt. Hasonlított a Coelurusra, de néhány kezdetleges tulajdonsággal is rendelkezett. |                             |
| - Torvosaurus Torvosaurus tanneri                                | kimmeridgei–tithon          | Észak-Amerika, Portugália                  | A Megalosaurus rokonságába tartozó, de annál jóval fejlettebb, töredékes maradványok alapján ismert theropoda, melynek becsült hossza 9 méter. |                             |

### Belemniteszek
| A tithon korszak belemniteszei | A tithon korszak belemniteszei | A tithon korszak belemniteszei | A tithon korszak belemniteszei | A tithon korszak belemniteszei |
| Taxon                          | Korszak                        | Lelőhely                       | Leírás                         | Kép                            |
| ------------------------------ | ------------------------------ | ------------------------------ | ------------------------------ | ------------------------------ |
| - Produvalia                   | bajoci–tithon                  |                                |                                |                                |

### Fordítás
- Ez a szócikk részben vagy egészben a Tithonian című angol Wikipédia-szócikk ezen változatának fordításán alapul.  Az eredeti cikk szerkesztőit annak laptörténete sorolja fel. Ez a jelzés csupán a megfogalmazás eredetét és a szerzői jogokat jelzi, nem szolgál a cikkben szereplő információk forrásmegjelöléseként.